# All Red Line
La All Red Line (littéralement la « ligne toute rouge ») était le nom informel du système de lignes de télégraphie électrique qui reliaient une grande partie de l'Empire britannique. Inaugurée le 31 octobre 1902, elle était nommée ainsi car, sur de nombreuses cartes politiques, les territoires de l’Empire britannique étaient de couleur rouge (ou rose).

## Historique
Certaines parties de la ligne ont été achevées bien avant 1902. Le premier câble télégraphique transatlantique a connecté l’Irlande et Terre-Neuve en 1858, mais il est tombé en panne rapidement. En 1866, le Great Eastern établit un lien durable entre l'île de Valentia, en Irlande, et Terre-Neuve. En 1870, Suez a été reliée à Bombay et de là à Madras, Penang et Singapour. L'Australie a été reliée aux câbles télégraphiques britanniques en 1870, en prolongeant une ligne de Singapour à Darwin en Australie (elle traversait toutefois le territoire hollandais de Java). En 1872, des messages pouvaient être envoyés directement de Londres à Adélaïde et à Sydney. L'Australie a été reliée par câble à la Nouvelle-Zélande en 1876.
Pour achever la All Red Line, le dernier projet important de pose de câble était, par conséquent, la section trans-Pacifique. Le comité du câble du Pacifique "Pacific Cable Comittee" a été créé en 1896 pour étudier le projet et, en 1901, le conseil du câble du Pacifique ("Pacific Cable Board") a été constitué de huit membres : trois de Grande-Bretagne, deux du Canada, deux d’Australie et un de Nouvelle-Zélande. Le financement du projet a été partagé entre les gouvernements anglais, canadien, néo-zélandais, de Nouvelle-Galles du Sud et des états de Victoria et du Queensland. En 1902, le Colonia, un câblier nouvellement construit, a commencé à immerger les 8 000 tonnes de câbles nécessaires à la liaison entre Bamfield, au Canada, et l’île Fanning. Le coût final a été d'environ 2 millions de livres.
À l'origine, le gouvernement britannique estimait que la ligne, pour des raisons de sécurité, ne devait traverser que des terres contrôlées par les Britanniques. Pour cette raison, la Grande-Bretagne cherchait activement à acquérir l’île Fanning afin de l'utiliser comme un point médian de régénération d'énergie entre l'ouest du Canada et l’Australie sur la branche trans-Pacifique de la ligne.
En 1911, le Comité impérial de défense a déclaré dans un rapport la All Red Line achevée. Le réseau avait tellement de redondance que 49 coupures seraient nécessaires pour isoler le Royaume-Uni, 15 pour le Canada, et 5 pour l'Afrique du Sud. De nombreuses colonies, telles l'Afrique du Sud et l'Inde, avaient également des lignes terrestres. La Grande-Bretagne possédait également la plus grande partie des équipements et de l’expertise pour le déploiement et la réparation des câbles télégraphiques sous-marins du monde, et le monopole de l'isolation avec le gutta-percha des lignes sous-marines. Le rapport de 1911 déclarait que la liaison sans fil impériale ne devrait être qu'« en réserve » de la ligne All Red Line, parce que les ennemis pourraient interrompre ou intercepter les liaisons radio. En dépit de son coût très élevé, le réseau télégraphique avait atteint son objectif ; les communications britanniques sont restées ininterrompues pendant la Première Guerre mondiale, alors que la Grande-Bretagne a réussi à couper rapidement le réseau mondial de l'Allemagne.

## Itinéraires
Océan Atlantique
- Grande-Bretagne
- Irlande
- Canada
- Sainte-Hélène
- Île de l'Ascension
- Barbade
- Bermudes

Océan Pacifique
- Bamfield, Canada

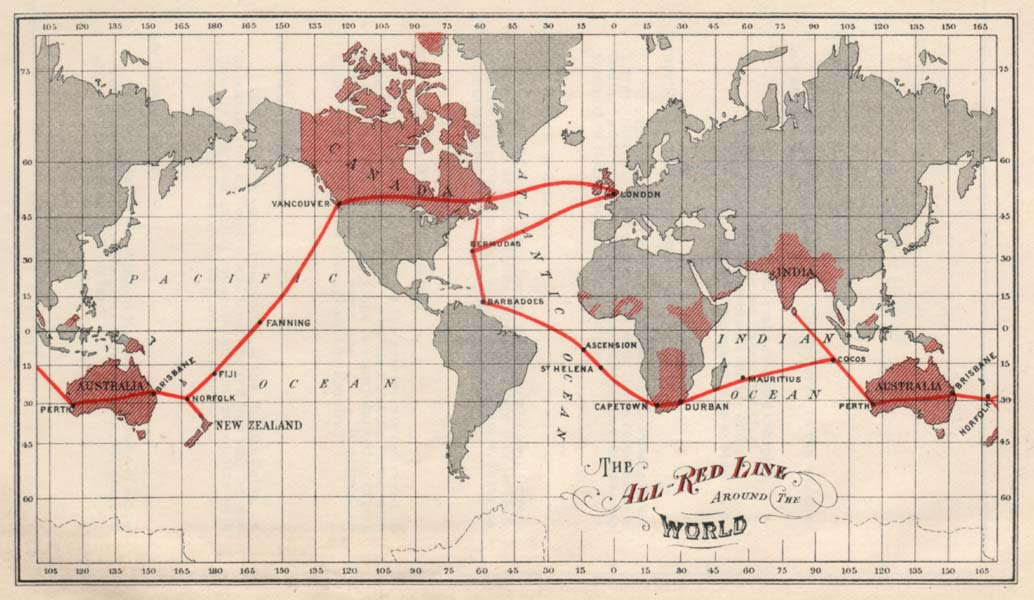
La ligne All Red Line

- Île Fanning. Elle était déserte jusqu'à l'établissement de la station de relais télégraphique.
- Fidji
- Île Norfolk, avec une branche vers la Nouvelle-Zélande et une autre vers l'Australie
- Brisbane, Australie
- Hong Kong

Océan Indien
- Perth (Australie)
- Îles Keeling, avec une branche vers l'Inde et une autre vers l'Afrique
- Maurice
- Afrique du Sud
  - Durban
  - Le Cap

## Compléments